# Cine onírico
El cine onírico es un subgénero que queda encuadrado dentro del género cinematográfico de la ciencia ficción, iniciado en los años 30 y popularizado a finales del siglo XX y principios de XXI con películas como Matrix. El cine onírico es aquel en el cual la temática o la historia se desarrolla a partir de los efectos del onirismo, haciendo referencia a la "...alteración de la conciencia caracterizada por la aparición de fantasías semejantes a las de los sueños, con pérdida del sentido de la realidad". El onirismo en sí es un término de la medicina que se define como percepción alucinatoria de escenas, figuras, formas, etc., de temática variada, que se suceden en el campo visual en estado de vigilia, y que presentan para el sujeto un carácter onírico.

## Características
Se distingue del Cine surrealista, ya que no es una corriente artística, sino un tratamiento audiovisual ligado a la conciencia y los sueños específicamente. En el surrealismo es indudable que se inspira en la realidad para concretar una recreación por encima de la misma, en el cine onírico la línea entre la realidad y el sueño/delirio es más difusa y menos evidente.

## Inicios
Comienza a tomar importancia como tratamiento audiovisual y narrativo junto con el nacimiento del cine surrealista, por lo cual en él se pueden distinguir características del dadaísmo y las teorías del psicoanálisis como elementos básicos., aunque ya tendría antecedentes como "El gabinete del doctor caligari", en el cual uno de los personajes presenta delirios y trastornos de la realidad. Un perro andaluz, un cortometraje realizado en 1929 que fue dirigido, escrito y protagonizado por el artista surrealista Luis buñuel sería el primer film surrealista aclamado por la crítica, ya que el film La Concha y el Reverendo de la directora Germaine Dulac quien estrena en 1928 sería formalmente el primero en su clase. En el mismo las acciones, los personajes y sus interacciones, así como también los fenómenos que ocurren son característicos de la propuesta pictórica y literaria del movimiento de vanguardia. En algún momento el Surrealismo deja de estar en la agenda de la comunidad artística luego de la Segunda Guerra Mundial, aunque el cine aún persistiría en plasmar el onirismo en sus films.

## Década de 1930 en adelante
A partir de la década de 1930 comienza a gestarse un cine que intenta profundizar sobre los conceptos de realismo y psicología en los personajes.  Cineastas como Hitchcock crearían secuencias surrealistas y ligadas a la psicología de los personajes, generalmente en los sueños. En el film Vertigo de 1958 el personaje del actor James Stewart tiene una pesadilla en la cual se ven secuencias reales antes vistas en la película mezcladas con montajes y efectos, creando un efecto de sueño. En 1979 el film Eraserhead, dirigido por David Lynch sería un aclamado éxito de crítica, realzando el onirismo y el surrealismo de nuevo como temática. La película se caracteriza por personajes grotescos y extraños, manipulaciones del espacio y el tiempo y una crítica contemporánea social. Este es un caso particular en el cual un cineasta formado en otras artes se involucraría en el terreno del celuloide y del cine de autor. Otro ejemplo del mismo director es la serie de televisión "Twin peaks", abriendo paso al drama de autor y al onirismo en la televisión. Otra reiteración de Lynch en esta temática destacable en los últimos años es "Mulholland Drive" (2001), película que narra una historia que transcurre en Hollywood y muestra facetas poco vistas y oscuras de la industria, con visibles rasgos oníricos. La película fue un éxito en la crítica y se alzó con el premio al mejor director en el festival de Cannes del mismo año. En 2010 el director Christopher Nolan estrenaría "Inception", film que narra la historia de un espía corporativo que entra en las mentes de las personas a las cuales les roba secretos a través de un dispositivo que permite compartir sueños. La película, un blockbuster de acción, fue un éxito de taquilla y de crítica también, algo poco habitual para films de este género. El largometraje fue nominada a ocho categorías en los Oscars en el 2011, de los cuales ganó cuatro.

## Películas que tienen la temática onírica como eje de sus historias
- “El gabinete del doctor Caligari” (1920)
- “Sombras” (1923)
- “Un perro andaluz” (1929)
- “El mago de Oz” (1939)
- “La mujer delcuadro” (1944)
- “Spellbound” (1945)
- “8½” (1963)
- “Solaris” (1972)
- “Brazil” (1985)
- Total Recall (1990)
- “Los Sueños de Akira Kurosawa” (1990)
- “Hasta el fin del mundo” (1991)
- La ciudad de los niños perdidos (1995)
- “The Matrix” (1999)
- “Mulholland Drive” (2001)
- “El viaje de Chihiro” (2001)
- “Despertando a la vida” (2001)
- "Adaptation." (2002)
- “Paprika” (2006)
- Wristcutters: A Love Story (2006)
- “Maximum Shame” (2010)
- “Inception” (2010)
- “Gallino, the Chicken System” (2012)